# Lidocaína
La lidocaína o xilocaína es un fármaco perteneciente a la familia de los anestésicos locales, concretamente del tipo de las aminoamidas, entre los que también se encuentran la dibucaína, la mepivacaína, la etidocaína, la prilocaína y la bupivacaína.
Fue sintetizada por Nils Löfgren y Bengt Lundqvist en 1943. Actualmente, es muy utilizada por los odontólogos. También tiene efecto antiarrítmico, y está indicada por vía intravenosa o transtraqueal en pacientes con arritmias ventriculares malignas, como la taquicardia ventricular o la fibrilación ventricular.
El 90 por ciento de la lidocaína se metaboliza en el hígado, a través de hidroxilación del núcleo aromático, y hay otras vías metabólicas aún no identificadas. Se excreta por los riñones. Obra efecto con más rapidez y mayor duración que los anestésicos locales derivados de los ésteres como la cocaína y procaína.
La vida media de la lidocaína administrada por vía intravenosa es de aproximadamente 109 minutos, pero como el metabolismo es hepático (por lo que depende de la irrigación sanguínea del hígado), se debe bajar la dosis en pacientes que tengan gasto cardíaco bajo o que estén en shock.

## Farmacodinámica
Del sitio de aplicación difunde rápidamente a los axones neuronales, si la fibra nerviosa es mielinizada penetra por los nodos de Ranvier a la membrana citoplasmática, bloqueando los canales de sodio y evitando la despolarización de membrana.
Cuando es administrada por vía intravenosa, la lidocaína es un fármaco antiarrítmico de clase Ib, que bloquea el canal de sodio del miocardio.
Se puede usar este fármaco para tratar las arritmias ventriculares, especialmente las isquemias agudas, aunque no es útil para tratar las arritmias atriales.

## Usos
Muy útil en caso de cirugías superficiales, en odontología, es un fármaco de elección para anestesia epidural en medicina veterinaria y humana (raquídea). Para los caballos de carreras se usa como técnica de anestesia perineural en el diagnóstico de enfermedades articulares y es usada en casos cuando se realiza una episiotomía (corte en la vulva) en un parto normal para no sentir la sutura ni el corte. También es utilizada para retardar la eyaculación precoz, mediante sprays o cremas que se aplican en el pene, que se insensibiliza, prolongando así la duración del coito.

## Contraindicaciones
Se deberá evitar su uso en casos de isquemia regional o de hipersensibilidad a Lidocaína. Está contraindicada en todos aquellos pacientes con hipersensibilidad conocida a los anestésicos locales del tipo de las amidas, así como el estado de shock o bloqueo cardiaco. No deberá aplicarse cuando exista inflamación en la zona donde se va a infiltrar para obtener anestesia local. 
La administración intravenosa de Lidocaína está contraindicada en pacientes con Síndrome de Adams-Stokes o con grados severos de bloqueo cardiaco intraventricular, atrioventricular o sinoatrial.

## Restricciones de uso durante el Embarazo o la Lactancia
La Lidocaína atraviesa la placenta. No se han realizado estudios adecuados y bien controlados en humanos. Sin embargo, los estudios en ratas con dosis de hasta 6.6 veces la dosis máxima, no han mostrado que la Lidocaína produzca efectos adversos en el feto. No se recomienda el empleo de Lidocaína durante el primer trimestre del embarazo. No se han descrito problemas en madres que lacten.

## Reacciones Secundarias y Adversas
Como anestésico local: Pueden presentarse reacciones secundarias resultantes de altos niveles plasmáticos de lidocaína debidos a una rápida absorción, a una inyección intravascular inadvertida o a un exceso en la dosis usada. Otras causas de estas reacciones son la hipersensibilidad al medicamento, idiosincrasia o disminución de la tolerancia.
Las reacciones debidas a una sobredosis (altos niveles plasmáticos) son sistemáticas e involucran al sistema nervioso central y al sistema cardiovascular. Las primeras se caracterizan por excitación y/o depresión, nerviosismo, vértigo, visión borrosa, tremor, convulsión, pérdida de la conciencia y pueden llegar al paro respiratorio. Las segundas incluyen depresión del miocardio, hipotensión, bradicardia y hasta paro cardiaco. 
Las reacciones alérgicas se caracterizan por lesiones cutáneas de inicio tardío, urticaria y otras manifestaciones de hipersensibilidad. El tratamiento de pacientes con manifestaciones tóxicas consiste en mantener una vía aérea permeable y ventilación asistida utilizando oxígeno, si se requiere. El tratamiento de los efectos adversos cadiovasculares consiste en el uso de vasopresores, preferiblemente aquellos que estimulan el miocardio, líquidos por vía intravenosa y hasta masaje cardiaco si este fuera necesario. Las convulsiones pueden ser controladas administrando intravenosamente pequeñas cantidades de algún agente anticonvulsivante.

## Interacciones Medicamentosas
Con anti-arrítimicos pueden producirse efectos cardiacos aditivos. Con anticonvulsivos tiene efectos depresivos sobre el corazón y se metaboliza más rápidamente. 
Con los bloqueadores beta adrenérgicos puede aumentarse la toxicidad de la Lidocaína. Con la cimetidina puede ocasionarse aumento de lidocaína en sangre. Los bloqueadores neuromusculares pueden ver potenciado su efecto con el uso simultáneo de lidocaína. La epinefrina puede potencializar el efecto de los medicamentos que aumenta la excitabilidad cardiaca.

## Manifestaciones y Manejo de la Sobredosificación o Ingesta Accidental
Con concentraciones séricas de lidocaína de 6 a 8 mg/ml: Visión borrosa o doble, náuseas, vómito, tinnitus y temblores o contracciones musculares.
Con concentraciones séricas de lidocaína mayores de 8 mg/ml: Dificultad para respirar, mareos intensos, pérdida del conocimiento, crisis convulsivas, lentitud en la transmisión eléctrica cardiaca.
El tratamiento incluye las siguientes acciones: Suspender inmediatamente la administración de lidocaína, monitoreo estricto del paciente. Mantenimiento de la vía aérea y administración de oxígeno. Para la depresión circulatoria administrar un vasopresor y líquidos intravenosos si son necesarios. Para las crisis convulsivas administrar diazepam o tiopental.

## Reanimación con lípidos
Aunque persisten múltiples interrogantes, hay suficientes pruebas para justificar la administración de lípidos en caso de toxicidad de anestésicos sistémicos. El mecanismo por el que el lípido es eficaz, no se comprende del todo, pero su efecto predominante al parecer se deriva de su propiedad de extraer un fármaco lipofílico del plasma acuoso y los tejidos terminales, un mecanismo denominado vertedero de lípido. 
Su empleo ha sido promulgado por una comisión de la American Society of Regional Anesthesia y la administración de lípido se ha incorporado en la revisión más reciente de las directrices de ACLS para el paro cardiaco en situaciones especiales.